# Coal Black and de Sebben Dwarfs
Pour plus de détails, voir Fiche technique et Distribution.
Coal Black and de Sebben Dwarfs est un cartoon Merrie Melodies réalisé par Bob Clampett en 1943.

## Critiques
Milton Gray, sur le site de Michael Barrier, salue la qualité d'animation de ce dessin animé, notamment sa grande expressivité et ses inventions dans les personnages, sa fluidité due en partie à de nombreuses poses différentes et d'autres poses volontairement floutées allant dans le sens de l'action, ce qui caractérise le style de l'animation Warner. Il révèle que la Warner Bros. y a passé plus de temps, d'argent et d'efforts que pour n'importe quel autre cartoon. Le réalisateur Bob Clampett le destinait à la fois à un public afro-américain et américain à peau blanche. Eddie Beal (en), pianiste de jazz, et le chanteur Herb Jeffries, qui ont participé à son élaboration, étaient enthousiasmés du résultat. Pour Milton Gray, ce dessin animé l'a intéressé par l'exubérance des afro-américains représentés. En faisant des comparaisons, il juge que la caricature n'y est pas plus bizarre ou dégradante que toute autre espèce de caricature de l'époque quelle que soit la nationalité du caricaturiste et du caricaturé, et trouve étrange que désormais un même personnage de cette époque pris dans une situation ridicule soit désormais bien interprété s'il est de couleur blanche mais est honteux s'il est de couleur noire.